# Issam Asinga
Issam Asinga, född 29 december 2004 i Surinam, är en surinamesisk sprintlöpare i friidrott. 2023 blev han sydamerikansk mästare både på 100 och 200 meter. Hans personbästa på 100 meter lyder 9,89 sekunder, samt 9,83 sekunder med för stark medvind. 2024 fälldes han dock i en dopningskontroll för att ha använt sig av den förbjudna substansen cardarine, ett uthållighetsförbättrande ämne. Han stängdes av från allt tävlande i fyra år.